# 1729
1729 (MDCCXXIX) je bilo navadno leto, ki se je po gregorijanskem koledarju začelo na soboto, po 11 dni počasnejšem julijanskem koledarju pa na sredo.

## Dogodki
- 1. januar

## Rojstva
- 2. januar - Johann Daniel Titius, nemški astronom, fizik, biolog († 1796)
- 12. januar - Edmund Burke, anglo-irski filozof, govornik, zgodovinar in državnik († 1797)
- 22. januar - Gotthold Ephraim Lessing, nemški dramatik, filozof († 1781)
- 2. maj - Katarina II. Velika, ruska carica († 1796)
- 6. september - Moses Mendelssohn, nemški judovski filozof († 1786)
- 12. november - Louis-Antoine de Bougainville, francoski admiral, raziskovalec († 1811)

## Smrti
- 2. marec - Francesco Bianchini, italijanski astronom, fizik, anatom, botanik, filozof, teolog, orientalist, historiograf, arheolog (* 1662)
- 17. maj - Samuel Clarke, angleški filozof (* 1675)
- 1. december - Giacomo Filippo Maraldi, francosko-italijanski astronom, matematik (* 1665)
- 13. december - Anthony Collins, angleški teolog in filozof (* 1676)